# Gerichtsbezirk Grein
Der ehemalige Gerichtsbezirk Grein war bis Ende 2002 der Teil des politischen Bezirks Perg im Bundesland Oberösterreich, für den das ehemalige Bezirksgericht Grein zuständig war. Seit 2003 sind die Gemeinden des ehemaligen Gerichtsbezirks Grein dem Gerichtsbezirk Perg zugeordnet. Im politischen Bezirk Perg bestand weiters noch der Gerichtsbezirk Mauthausen, der am 1. Jänner 2014 aufgelöst wurde.

## Ehemaliges Bezirksgericht Grein

### Geschichte
Nach der Auflösung der Grundherrschaftsgerichte sowie der Dorf- und Hofmarktgerichte wurden 1850 ein selbständiges Bezirksgericht in Grein gegründet, das aber schon 1853 als Gerichtsstelle dem neu geschaffenen Bezirksamt in Perg eingegliedert wurde. Da dies nicht verfassungsgemäß war, wurden die Gerichtsstelle 1868 aufgelöst und das Bezirksgericht unter strikter Gewaltentrennung von Justiz und Verwaltungsbehörden neu gebildet.
Das ehemalige Bezirksgericht Grein war zunächst im ehemaligen Franziskanerkloster und später im Gebäude der örtlichen Sparkasse untergebracht.

### Gerichtssprengel
Der ehemalige Gerichtsbezirk Grein umfasste zuletzt die zehn Gemeinden Bad Kreuzen, Dimbach, Grein, Klam, Pabneukirchen, St. Georgen am Walde, St. Nikola an der Donau, St. Thomas am Blasenstein, Saxen und Waldhausen im Strudengau.